# La France (дирижабль)
«Франция» (фр. La France) — французский дирижабль, построенный в 1884 году.
В 1877 году во Франции, при поддержке правительства страны и по инициативе капитана французской армии Шарля Ренара, было основано первое в мире научно-исследовательское учреждение по воздухоплаванию - l ' Etablissement central de l ' aerostation militare. При содействии этого учреждения во Франции было налажено промышленное производство водорода. 
На экспериментальном оборудовании учреждения проводились исследования аэродинамического сопротивления дирижаблей в зависимости от скорости и формы корпуса. Ренаром была разработана теория статической устойчивости дирижабля в полете. В 1884 году правительство Франции выделило субсидии  в размере 40000 франков на строительство дирижабля и Шарль Ренар в сотрудничестве с Артюром Константеном Кребсом построили большой дирижабль La France. La France был построен в ангаре Y в 1879 г. под г. Мёдон вблизи Парижа. Ангар Y является самым старым эллингом и одним из немногих, существующих в Европе до сих пор.
Первый полет был совершен 9 августа 1884 года. Расстояние 7,6 км дирижабль преодолел за 23 минуты, средняя скорость составила 24 км/ч. Это был первый в мировой истории полностью управляемый полет. Из семи полётов в период между 1884 и 1885 годами La France удалось вернуть в точку запуска пять раз. Максимальным достижением был часовой полет по замкнутому маршруту.

###### Конструкция дирижабля La France
Оболочка дирижабля имела несимметричную веретенообразную форму и была изготовлена из шелка, пропитанного газонепроницаемым составом, сверху оболочка накрывалась непропитаным шелковым чехлом, к которому крепилась гондола. Оболочка была разделена перегородками на три части. Длина оболочки 50,4 м, диаметр 8,4 м, объем 1869 куб. м.
Гондола прямоугольного сечения длиной 32,92 м подвешивалась под оболочкой с помощью диагональных канатов. Каркас гондолы изготавливался из бамбука и обтягивался шелком. Гондола, благодаря большой длине, равномерно распределяла нагрузку по оболочке.
Силовая установка дирижабля - электродвигатель мощностью 7,5 л.с., устанавливался в передней части гондолы. Электродвигатель запитывался от хромо-хлоридного аккумулятора. Воздушный винт деревянный четырехлопастный тянущий диаметром 7,01 м. Вес двигателя 96 кг, аккумулятора 263 кг. Заряда батареи хватало на 3 часа работы на максимальных оборотах. При экономном режиме расчетная дальность составляла 90-96 км за 6 часов. Для управления высотой полета применялся руль высоты и скользящий вес, смещавший центр тяжести. Экипаж дирижабля два человека.
В 1984 году, к столетию первого полета, изготовлен полноразмерный макет дирижабля La France, который был выставлен в Парижском музее авиации. Для демонстрации внутреннего устройства, гондола демонстрируется без внешней обшивки.